# کریستال سیتی (میزوری)
کریستال سیتی (به انگلیسی: Crystal City) یک شهر در ایالات متحده آمریکا است که در شهرستان جفرسون، میزوری واقع شده‌است. کریستال سیتی ۱۱٫۸۴ کیلومتر مربع مساحت و ۴٬۸۵۵ نفر جمعیت دارد و ۱۳۲ متر بالاتر از سطح دریا قرار دارد.